# Stemma del Ciad
Lo stemma del Ciad è il simbolo araldico ufficiale del paese, adottato nel 1970. Consiste in uno scudo indentato di blu e oro, coronato da un sole nascente e sostenuto a sinistra da una capra e a destra da un leone, entrambi raffigurati con una freccia rossa che punta verso l'alto. Nella parte inferiore si trova la raffigurazione della medaglia dell'Ordine Nazionale e un cartiglio con il motto del paese: Unité, Travail, Progrès (Unità, Lavoro, Progresso).